# Мангалочий дворик
Мангалочий дворик — клуб-музей Анны Ахматовой в Ташкенте.

## История
Клуб-музей был основан в 2000 году при Русском культурном центре. Название музея происходит из стихотворения, написанного Анной Ахматовой в апреле 1942 года во время ее проживания в Ташкенте:
Мангалочий дворик,
Как дым твой горек
И как твой тополь высок…Анна Ахматова
18 декабря 2015 года музей отпраздновал своё 15-летие.

## Экспозиция
Экспозиция клуба-музея большей частью состоит из переданных ему Натальей Георгиевной Зайко, дочерью Софьи Аркадьевны Журавской, ташкентской подруги Ахматовой, материалов семейного архива, в том числе записок Анны Ахматовой.